# وجهة النظر النسوية
وجهة النظر النسوية هي نظرية تفترض أن العلوم الاجتماعية النسوية يجب أن تُمارس من وجهة نظر النساء أو مجموعات معينة من النساء، كما يقول بعض العلماء (مثل: باتريشيا هيل كولينز، دوروثي إي سميث) أن النساء هم الأقدر على فهم بعض جوانب الحياة. وتقترح النظرية النسوية أو نظرية المعرفة لوجهات نظر النساء أن تجعل تجارب النساء نقاط انطلاق بجانب تجارب الرجال وبدلاْ منها في بعض الأحيان.

## نظرة عامة
دوروثي سميث التي درست في جامعة كاليفورنيا في بركلي عندما كانت الحركة النسائية في مراحلها الأولى، بحثت في تجربة الأكاديميين الإناث وبدأت تسأل عن قصص حياة هؤلاء النساء. كمؤيدة للحركة النسائية؛ سميث التي تستلهم أفكارها من كارل ماركس، قامت بتوجيه اهتمامها لتنمية «علم الاجتماع المعني بالمرأة». أسست نظرية وجهة النظر النسوية، والتي نظرت إلى الحياة الاجتماعية من وجهات نظر النساء في حياتهن اليومية، والطرق التي تبني بها النساء حياتهم اجتماعياً. ووضعت هذه النظرية من قِبل نانسي هارتسوك في عام 1983، فإن النظرية النسوية قد تأسست في الماركسية. رأت هارتسوك أنه يمكن بناء وجهة النظر النسوية من فهم ماركس للتجربة واستخدامها في انتقاد النظريات الأبوية. وبالتالي، فإن وجهة النظر النسائية من الأمور الأساسية لفحص القمع المنهجي في مجتمع يقول أن النسويات يقللن من معرفة المرأة.[بحاجة لمصدر] تدافع النظرية عن النسوية، لأن حياة المرأة وأدوارها في كل المجتمعات تقريبًا تختلف اختلافاً كبيراً عن الرجل، ولأن النساء لديهن نوعًا مختلفًا من المعرفة. تسمح مكانتها بوصفها مجموعة تابعة للنساء بمشاهدة وفهم العالم بطرق مختلفة ومتحدية للتصور التقليدي القائم المتحيز للرجال.
تجمع وجهة النظر النسوية بين عدة نظريات معرفية نسوية. يحاول واضعي نظريات وجهة النظر النسوية انتقاد النظريات المعرفية التقليدية السائدة في العلوم الاجتماعية والطبيعية، وكذلك الدفاع عن الترابط بين المعرفة النسوية.
في البداية، تناولت نظريات وجهة النظر النسوية مكانة المرأة في التقسيم الجنساني للعمل. وسعى واضعي نظرية وجهة النظر النسوية مثل دونا هاراواي إلى إظهار النظرية كـ «مفهوم للمعرفة الموجودة... لمواجهة النسبية الظاهرة لنظرية وجهة النظر».
ويُنظر لهذه النظرية على أنها قد يكون لها عواقب جذرية بسبب التركيز على السلطة وحقيقة أنها تتحدى فكرة «الحقيقة الجوهرية»، وخاصةً حقيقة الهيمنة التي تم خلقها، وتناقلها وفرضها من قبل المسؤلين في السلطة.